# FK Rad
FK Rad (srbskou cyrilicí Фудбалски клуб Рад, fotbalový klub Rad) je srbský fotbalový klub z Bělehradu založený roku 1958, letopočet založení je i v klubovém emblému. Jeho fotbalisté mají přezdívku Građevinari. V kulatém klubovém logu se nachází fotbalový míč a nápis ФК Рад 1958. Klubové barvy jsou tmavě a světle modrá.
Klub hraje nejvyšší soutěž Jelen Superliga. Domácí zápasy hraje na stadionu Kralj Petar Prvi s kapacitou 6 000 diváků.